# Préfecture de Fria
La préfecture de Fria est une subdivision administrative de la république de Guinée. Située à l'ouest du pays, dans la région naturelle de Guinée maritime, cette préfecture fait partie de la région administrative de Boké. Son chef-lieu est la ville de Fria.

## Subdivision administrative
La préfecture de Fria est subdivisée en quatre (4) sous-préfectures: Fria-Centre, Baguinet, Banguingny et Tormelin.

## Population
En 2016, la préfecture comptait 103 385 habitants.

### Historique des préfet
| Nom et prénoms            | Début          | fin          |
| ------------------------- | -------------- | ------------ |
| Colonel Yaya Kalissa      | septembre 2021 | 11 mars 2022 |
| colonel Alpha Oumar Cissé | 11 mars 2022   | à nos jours  |